# Charles Howard, XX conte di Suffolk

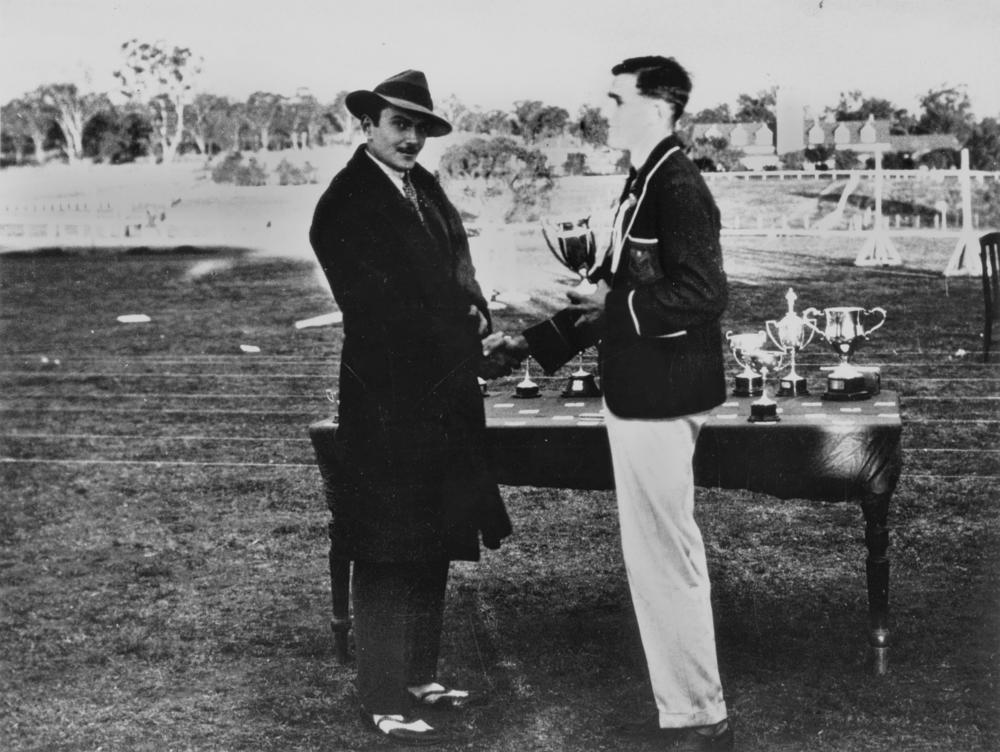
Howard ad una manifestazione sportiva presso il Scots College, Warwick, ca. 1929

Charles Henry George Howard (2 marzo 1906 – 12 maggio 1941) è stato un nobile e militare britannico.

## Biografia
Era figlio di Henry Howard, XIX conte di Suffolk e di Margaret Leite. Sua madre era sorella di Mary Curzon e figlia dell'imprenditore americano Levi Leiter.
Entrò al Britannia Royal Naval College per diventare ufficiale della marina ma l'abbandonò subito dopo per recarsi a Liverpool dove si unì all'equipaggio di un veliero. Dopo il suo ritorno da Liverpool, fu ufficiale nelle Guardie Scozzesi ma gli venne richiesto da parte dei superiori di dare le dimissioni a causa del carattere ribelle.
Andò allora a lavorare in Australia come Jackaroo dal 1928 al 1934.
Nel 1934 sposò la ballerina Mimi Forde-Pigott da cui ebbe tre figli:
- Michael Howard, XXI conte di Suffolk (1935-);
- Hon. Maurice David Henry Howard (3 novembre 1936-), sposato con Vicky Summers;
- Hon. Patrick Greville Howard (18 agosto 1940-), sposato con Mary Johnson.

Si iscrisse all'Università di Edimburgo laureandosi tre anni dopo in Chimica e farmacologia.
The Earl enrolled at Edinburgh University, graduating three years later with a first-class honours degree in Chemistry and Pharmacology.
A 20 anni entrò a far parte della Royal Society of Edinburgh. Il Nuffield Institute of Medical Research dell'Università di Oxford gli offrì un posto di ricercatore in materia di sostanze esplosive e velenose.
Come Liaison Officer per il British Department of Scientific and Industrial Research durante la Seconda guerra mondiale, Howard fu responsabile del salvataggio di rari utensili.
Fece da intermediario per il British Department of Scientific and Industrial Research durante la Seconda guerra mondiale; suo compito fu il salvataggio di rari pezzi di macchinari, di diamanti per uso industriale del valore di 10 milioni di dollari, 50 scienziati francesi e di Acqua pesante.
Accompagnato dalla sua segretaria Eileen Beryl Morden, si recò in Francia e, dopo rocambolesche avventure, riuscì a far evadere dalla Francia occupata dai Nazisti gli scienziati francesi, a mettere al sicuro i diamanti industriali e l'intera fornitura mondiale di acqua pesante. Herbert Morrison lo descrisse anni dopo come "uno degli uomini più importanti che il governo britannico abbia mai assunto per missioni pericolose".

## Smaltimento bellico
Tornato dalla Francia, Howard lavorò per il Ministry of Supply come ufficiale ricercatore per apprendere il modo di difendere la nazione dinanzi a nuovi e sconosciuti arsenali bellici.
Prese quindi parte al disinnesco di una bomba inesplosa durante il The Blitz. L'operazione consisteva, assieme a Morden e al suo autista Fred Hards, di rilevare e mettere in sicurezza 34 bombe.
Il lavoro consisteva nell'esplorazione della bomba, nel dettare alla sua segretaria le caratteristiche di ogni strumento bellico per insegnare la modalità migliore di disinnesco. Un ufficiale riportò che Lord Suffolk soleva lavorare da solo, allontanando tutti quanti all'area ritenuta pericolosa. Deliberatamente si esponeva da solo al pericolo di morte.
Howard e i suoi due collaboratori morirono a Erith Marshes nel Kent il 12 maggio 1941 mentre provvedevano a disinnescare e ad esplorare la loro 35ª bomba.

## Ascendenza
|                                      |               |                                           | Genitori                                |  |  | Nonni |  |  | Bisnonni                              |  |  | Trisnonni                           |  |
|                                      |               |                                           |                                         |  |  |       |  |  | Charles Howard, XVII conte di Suffolk |  |  | Thomas Howard, XVI conte di Suffolk |  |
|                                      |               |                                           |                                         |  |  |       |  |  | Charles Howard, XVII conte di Suffolk |  |  | Thomas Howard, XVI conte di Suffolk |  |
|                                      |               | Elizabeth Jane Dutton                     |                                         |  |  |       |  |  | Charles Howard, XVII conte di Suffolk |  |  |                                     |  |
| Henry Howard, XVIII conte di Suffolk |               |                                           |                                         |  |  |       |  |  | Charles Howard, XVII conte di Suffolk |  |  |                                     |  |
|                                      |               | Isabella Catherine Howard-Molyneux-Howard | Henry Howard-Molyneux-Howard            |  |  |       |  |  |                                       |  |  |                                     |  |
|                                      |               | Isabella Catherine Howard-Molyneux-Howard | Henry Howard-Molyneux-Howard            |  |  |       |  |  |                                       |  |  |                                     |  |
|                                      |               | Isabella Catherine Howard-Molyneux-Howard | Elizabeth Long                          |  |  |       |  |  |                                       |  |  |                                     |  |
| Henry Howard, XIX conte di Suffolk   |               | Isabella Catherine Howard-Molyneux-Howard |                                         |  |  |       |  |  |                                       |  |  |                                     |  |
|                                      |               | Henry Amelius Coventry                    | George Coventry, VIII conte di Coventry |  |  |       |  |  |                                       |  |  |                                     |  |
|                                      |               | Henry Amelius Coventry                    | George Coventry, VIII conte di Coventry |  |  |       |  |  |                                       |  |  |                                     |  |
|                                      |               | Henry Amelius Coventry                    | Mary Beauclerk                          |  |  |       |  |  |                                       |  |  |                                     |  |
| Mary Coventry                        |               | Henry Amelius Coventry                    |                                         |  |  |       |  |  |                                       |  |  |                                     |  |
|                                      |               | Caroline Stirling Dundas                  | James Dundas                            |  |  |       |  |  |                                       |  |  |                                     |  |
|                                      |               | Caroline Stirling Dundas                  | James Dundas                            |  |  |       |  |  |                                       |  |  |                                     |  |
|                                      |               | Caroline Stirling Dundas                  | Mary Tufton Duncan                      |  |  |       |  |  |                                       |  |  |                                     |  |
| Charles Howard, XX conte di Suffolk  |               | Caroline Stirling Dundas                  |                                         |  |  |       |  |  |                                       |  |  |                                     |  |
|                                      | Joseph Leiter | Abraham Leiter                            |                                         |  |  |       |  |  |                                       |  |  |                                     |  |
|                                      | Joseph Leiter | Abraham Leiter                            |                                         |  |  |       |  |  |                                       |  |  |                                     |  |
|                                      | Joseph Leiter | Mary Elizabeth Houser                     |                                         |  |  |       |  |  |                                       |  |  |                                     |  |
| Levi Leiter                          | Joseph Leiter |                                           |                                         |  |  |       |  |  |                                       |  |  |                                     |  |
|                                      |               | Anna Ziegler                              | George Ziegler                          |  |  |       |  |  |                                       |  |  |                                     |  |
|                                      |               | Anna Ziegler                              | George Ziegler                          |  |  |       |  |  |                                       |  |  |                                     |  |
|                                      |               | Anna Ziegler                              | Barbara Beck                            |  |  |       |  |  |                                       |  |  |                                     |  |
| Margaret Leiter                      |               | Anna Ziegler                              |                                         |  |  |       |  |  |                                       |  |  |                                     |  |
|                                      |               | Benjamin Carver                           | Joseph Carver                           |  |  |       |  |  |                                       |  |  |                                     |  |
|                                      |               | Benjamin Carver                           | Joseph Carver                           |  |  |       |  |  |                                       |  |  |                                     |  |
|                                      |               | Benjamin Carver                           | Abigail Rounds                          |  |  |       |  |  |                                       |  |  |                                     |  |
| Mary Theresa Carver                  |               | Benjamin Carver                           |                                         |  |  |       |  |  |                                       |  |  |                                     |  |
|                                      |               | Nancy Lathrop Fish                        | Samuel Fish                             |  |  |       |  |  |                                       |  |  |                                     |  |
|                                      |               | Nancy Lathrop Fish                        | Samuel Fish                             |  |  |       |  |  |                                       |  |  |                                     |  |
|                                      |               | Nancy Lathrop Fish                        | Mary West                               |  |  |       |  |  |                                       |  |  |                                     |  |
|                                      |               | Nancy Lathrop Fish                        |                                         |  |  |       |  |  |                                       |  |  |                                     |  |